# Tigy
Tigy és un municipi francès, situat al departament del Loiret i a la regió de Centre – Vall del Loira. L'any 2007 tenia 2.192 habitants.

## Demografia

### Població
El 2007 la població de fet de Tigy era de 2.192 persones. Hi havia 862 famílies, de les quals 192 eren unipersonals (92 homes vivint sols i 100 dones vivint soles), 281 parelles sense fills, 333 parelles amb fills i 56 famílies monoparentals amb fills.
La població ha evolucionat segons el següent gràfic:
Habitants censats

### Habitatges
El 2007 hi havia 1.030 habitatges, 876 eren l'habitatge principal de la família, 82 eren segones residències i 72 estaven desocupats. 949 eren cases i 60 eren apartaments. Dels 876 habitatges principals, 673 estaven ocupats pels seus propietaris, 188 estaven llogats i ocupats pels llogaters i 14 estaven cedits a títol gratuït; 7 tenien una cambra, 61 en tenien dues, 169 en tenien tres, 251 en tenien quatre i 388 en tenien cinc o més. 760 habitatges disposaven pel capbaix d'una plaça de pàrquing. A 369 habitatges hi havia un automòbil i a 447 n'hi havia dos o més.

### Piràmide de població
La piràmide de població per edats i sexe el 2009 era:
| Homes | Edats   | Dones |
| ----- | ------- | ----- |
| 0     | 95 o +  | 4     |
| 0     | 90 a 94 | 8     |
| 8     | 85 a 89 | 28    |
| 16    | 80 a 84 | 32    |
| 56    | 75 a 79 | 36    |
| 36    | 70 a 74 | 76    |
| 64    | 65 a 69 | 40    |
| 32    | 60 a 64 | 68    |
| 40    | 55 a 59 | 44    |
| 52    | 50 a 54 | 40    |
| 92    | 45 a 49 | 56    |
| 104   | 40 a 44 | 76    |
| 72    | 35 a 39 | 100   |
| 60    | 30 a 34 | 52    |
| 44    | 25 a 29 | 44    |
| 44    | 20 a 24 | 48    |
| 44    | 15 a 19 | 80    |
| 56    | 10 a 14 | 80    |
| 80    | 5 a 9   | 44    |
| 48    | 0 a 4   | 32    |

## Economia
El 2007 la població en edat de treballar era de 1.380 persones, 1.092 eren actives i 288 eren inactives. De les 1.092 persones actives 1.022 estaven ocupades (558 homes i 464 dones) i 70 estaven aturades (27 homes i 43 dones). De les 288 persones inactives 101 estaven jubilades, 118 estaven estudiant i 69 estaven classificades com a «altres inactius».

### Ingressos
El 2009 a Tigy hi havia 906 unitats fiscals que integraven 2.255 persones, la mediana anual d'ingressos fiscals per persona era de 19.535 €.

### Activitats econòmiques
Dels 106 establiments que hi havia el 2007, 1 era d'una empresa extractiva, 3 d'empreses alimentàries, 1 d'una empresa de fabricació de material elèctric, 5 d'empreses de fabricació d'altres productes industrials, 20 d'empreses de construcció, 23 d'empreses de comerç i reparació d'automòbils, 6 d'empreses de transport, 7 d'empreses d'hostatgeria i restauració, 2 d'empreses d'informació i comunicació, 2 d'empreses financeres, 7 d'empreses immobiliàries, 7 d'empreses de serveis, 12 d'entitats de l'administració pública i 10 d'empreses classificades com a «altres activitats de serveis».
Dels 31 establiments de servei als particulars que hi havia el 2009, 1 era una oficina de correu, 1 una oficina bancària, 2 tallers de reparació d'automòbils i de material agrícola, 4 paletes, 3 guixaires pintors, 3 fusteries, 4 lampisteries, 2 electricistes, 1 empresa de construcció, 4 perruqueries, 2 restaurants, 3 agències immobiliàries i 1 saló de bellesa.
Dels 9 establiments comercials que hi havia el 2009, 1 era un supermercat, 1 una gran superfície de material de bricolatge, 1 una botiga de més de 120 m², 1 una botiga de menys de 120 m², 2 carnisseries, 1 una peixateria, 1 una perfumeria i 1 una joieria.
L'any 2000 a Tigy hi havia 31 explotacions agrícoles que ocupaven un total de 1.420 hectàrees.

## Equipaments sanitaris i escolars
L'únic equipament sanitari que hi havia el 2009 era una farmàcia.
El 2009 hi havia 1 escola maternal i 1 escola elemental. Tigy disposava d'un col·legi d'educació secundària amb 358 alumnes.

## Poblacions més properes
El següent diagrama mostra les poblacions més properes.